# 第36回全国高等学校ラグビーフットボール大会
第36回全国高等学校ラグビーフットボール大会は、1956年12月30日から1957年1月7日まで西宮球技場で行われた全国高等学校ラグビーフットボール大会である。優勝校は、秋田県の秋田工業高校（2年連続9回目）。

## 概要
この大会より32校が出場。これは日本ラグビー協会が体協を脱退し国体不参加の代償としての措置である（後に復帰）。

## 日程
- 12月30日 1回戦
- 1月1日 2回戦
- 1月3日 準々決勝
- 1月5日 準決勝
- 1月7日 決勝

## 出場校
- 北北海道 北見北斗（3年連続7回目）
- 南北海道 芦別（初出場）
- 岩手 盛岡工（7年連続7回目）
- 奥羽 金足農（秋田県、3年ぶり3回目）
- 南東北 仙台工（宮城県、初出場）
- 東関東 水戸農（茨城県、5年ぶり2回目）
- 北関東 高崎（群馬県、2年連続4回目）
- 南関東 慶應（神奈川県、5年連続15回目）
- 東京第1 保善（4年連続8回目）
- 東京第2 城北（初出場）
- 甲信 甲府工（山梨県、初出場）
- 北陸 魚津（富山県、5年連続5回目）
- 東海 西陵商（愛知県、初出場）
- 三岐 津工（三重県、4年ぶり2回目）
- 京滋 西京（京都府、15年ぶり16回目）
- 大阪第1 天王寺（3年連続15回目）

- 大阪第2 淀川工（4年ぶり2回目）
- 兵庫 報徳学園（初出場）
- 奈良 天理（2年連続14回目）
- 和歌山 向陽（初出場）
- 岡山 関西（3年ぶり2回目）
- 広島 福山誠之館（初出場）
- 西中国 山口水産（山口県、初出場）
- 北四国 松山工（愛媛県、初出場）
- 南四国 城東（徳島県、初出場）
- 福岡第1 福岡工（2年連続2回目）
- 福岡第2 福岡（2年ぶり20回目）
- 佐賀 龍谷（初出場）
- 長崎 猷興館（初出場）
- 東九州 大分舞鶴（大分県、初出場）
- 西九州 熊本工（熊本県、6年連続7回目）
- 前年度優勝校 秋田工（秋田県、11年連続23回目）

## 試合時間
全試合25分ハーフ。同点で終了した場合は抽選にて次回進出校を決める。

## 試合

### 1回戦
- 仙台工 5 - 3 向陽
- 山口水産 8 - 3 城北
- 福岡 9 - 3 魚津
- 報徳学園 14 - 11 水戸農
- 秋田工 22 - 0 淀川工
- 金足農 15 - 0 大分舞鶴
- 保善 43 - 0 龍谷
- 天理 6 - 0 松山工

- 盛岡工 26 - 3 福山誠之館
- 西陵 16 - 3 熊本工
- 城東 6 - 0 芦別
- 高崎 8 - 3 猶興館
- 北見北斗 13 - 6 天王寺
- 慶應 29 - 0 西京
- 福岡工 32 - 0 津工
- 甲府工 21 - 0 関西

### 2回戦
- 仙台工 6 - 5 山口水産
- 報徳学園 6 - 0 福岡
- 秋田工 9 - 5 金足農
- 保善 12 - 5 天理

- 盛岡工 30 - 3 西陵
- 高崎 14 - 0 城東
- 慶應 9 - 9 北見北斗
- 福岡工 9 - 6 甲府工

### 準々決勝
- 仙台工 11 - 3 報徳学園
- 秋田工 3 - 3 保善

- 盛岡工 16 - 6 高崎
- 福岡工 11 - 8 慶應

### 準決勝
- 秋田工 8 - 0 仙台工
- 盛岡工 11 - 0 福岡工

### 決勝
- 秋田工（2年連続9回目） 14 - 3 盛岡工